# Программа защиты от шума
Программа защиты от шума предназначена для предотвращения ухудшения слуха при воздействии шума. Управление по охране труда (Министерство труда США) (OSHA) в своём стандарте по охране труда, который регулирует мероприятия по защите от шума, требует от работодателя разработать и выполнить написанную программу (комплекс мероприятий) сохранения слуха "каждый раз, когда среднесменная 8-часовая доза превышает 85 дБА (или, что эквивалентно, превышает 50 % от дозы 90 дБА). Эта величина — 85 дБА — является «уровнем реагирования» (Exposure action value). При измерении дозы используют шумомер с «медленной реакцией», а дозу определяют с А-коррекцией. Управление по безопасности и охране труда при добыче полезных ископаемых (MSHA) также разработало требования к программе сохранения слуха (шахтёров) 30 CFR § 62.150, но оно не требует, чтобы такая программа была написанной. Так как требования этого управления практически повторяют требования OSHA (29 CFR 1910.95), то требования MSHA ниже не рассматриваются.
При превышении ПДУ программа обязывает работодателя обеспечивать работников средствами индивидуальной защиты от шума. Но сравнение вероятности ухудшения слуха у работников, которые использовали и не использовали эти СИЗ (три исследования), не выявило значимого отличия в заболеваемости.
По мнению Алисы Сатер, главным недостатком программ является то, что (по факту) они ориентированы на использование СИЗОС как основного средства защиты - в отличие от всех остальных санитарных норм США. Эти программы очень часто выполняются работодателями неэффективно, противошумы плохо защищают рабочих, и - как следствие - за десятилетия риск ухудшения слуха не снижается.

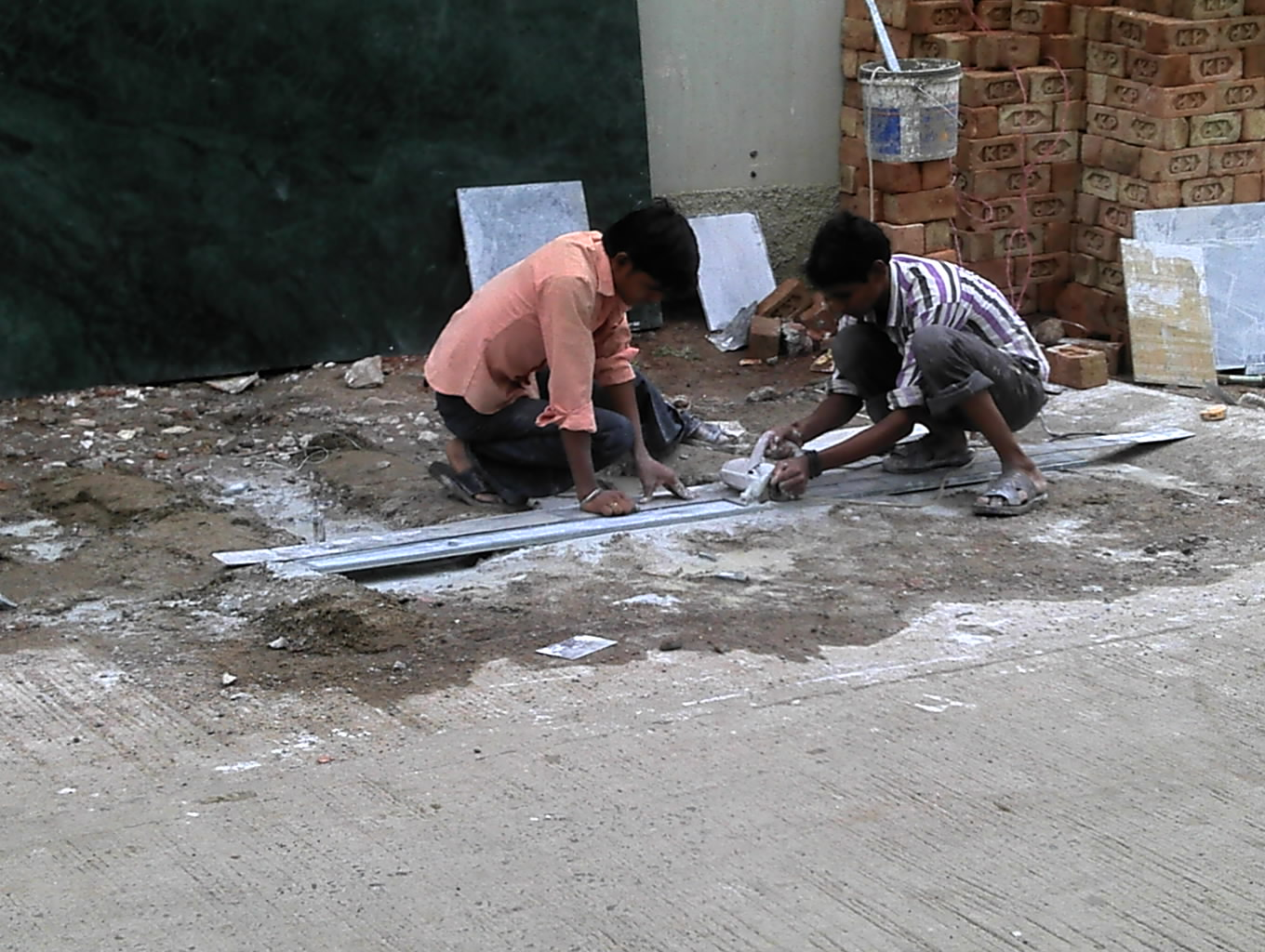
Резка камня без СИЗ органа слуха. Индия

## Требования программы (OSHA)
В стандарте по охране труда (OSHA) есть ряд требований к программе сохранения слуха:
- Применение технических средств и организационных мероприятий.  Стандарт Управления в пункте 29 CFR 1910.95(b)(1) требует, чтобы для защиты от шума использовались «… подходящие технические средства и организационные мероприятия»[5][6][7][8][9][10]. А если их окажется недостаточно для снижения воздействия шума до допустимого уровня, то «для снижения воздействия шума на рабочих им нужно выдать и они должны использовать средства индивидуальной защиты органов слуха».
- Мониторинг. Вышеупомянутый стандарт в пункте 29 CFR 1910.95(d) требует, чтобы когда среднесменное 8-часовое воздействие на любого из рабочих может превысить 85 дБа, работодателем проводился мониторинг воздействия шума на рабочих.
- Проверка слуха.  В 29 CFR 1910.95(g) работодатель обязывается проводить проверку слуха (аудиометрию) у всех рабочих, если среднесменное воздействие шума на них превышает 85 дБА.
- Средства индивидуальной защиты (СИЗ) 29 CFR 1910.95(i) обязывает работодателя за свой счёт обеспечивать всех рабочих, подвергающихся воздействию шума более 85 дБА, подходящими СИЗ органа слуха.
- Обучение и тренировка 29 CFR 1910.95(k) требует проводить ежегодную программу обучения и тренировки всех рабочих, у которых среднесменное воздействие шума превышает 85 дБА, и перечисляет ряд обязательных для выполнения требований к такому обучению. Сюда входит: информирование о воздействии шума на слух; назначение, достоинства и недостатки разных СИЗ органа слуха, и их степень ослабления шума; назначение аудиометрии (проверки слуха)[11].
- Хранение записей (о выполнении программы сохранения слуха). 29 CFR 1910.95(m) требует, чтобы работодатель делал аккуратные записи о всех замерах уровня шума у рабочих.

## Определение воздействия шума
Для определения воздействия шума часто проводят его измерение в разных местах работы, где (как ожидается) оно может быть большим. Обычно для этого используют шумомер. Существуют шумомеры трёх типов. Тип 0 — высокоточный прибор, который обычно используется в лабораториях. Тип 1 — точный прибор, используемый в производственных условиях. А тип 2 — это менее точный прибор, чем тип 1, и его часто используют для измерения уровня шума для разных целей. Для определения дозы воздействия на рабочего часто используют шумовой дозиметр, интегрирующий (суммирующий) все шумы — непрерывные, с перерывами и импульсные — для определения воздействия на рабочего.
Если произошло существенное изменение технологического процесса и/или замена оборудования — так, что можно ожидать изменение воздействия шума, требуется повторять определение воздействия шума.

## Технические средства и организационные мероприятия, используемые для снижения воздействия шума

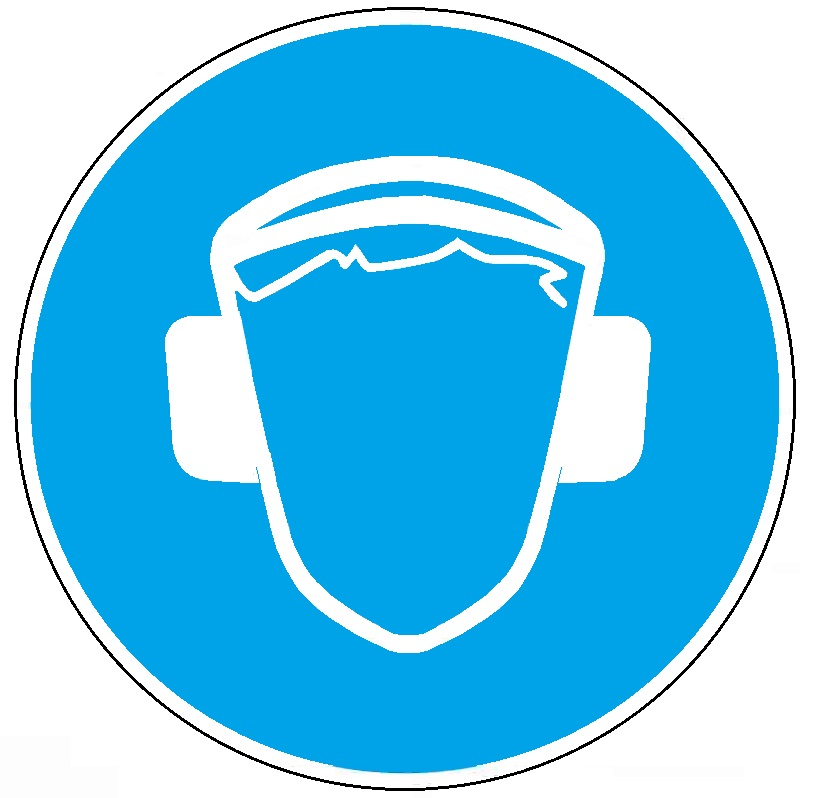
Предписывающий знак безопасности - Работать в защитных наушниках (использовать средства индивидуальной защиты слуха СИЗОС)

Снижение слуха, вызванное чрезмерным воздействием шума, не проявляется на начальных этапах развития, и практически не поддаётся лечению (с. 173-182).
Наилучшим способом защиты органа слуха от шума является снижение воздействия шума — за счёт использования технических средств и организационных мероприятий. Использование этих мер не требует применения СИЗ, и потому они обеспечивают более надёжную защиту. Но порой предотвратить чрезмерное воздействие шума с помощью только этих средств очень сложно. Чтобы избежать использования СИЗ, нужно уменьшить среднесменную 8-часовую дозу до 85 дБА или меньше. 19 октября Минтруда США дало слову «подходящие» (feasible) (технические и организационные способы …) следующее толкование: «которые могут быть выполнены», тем самым дав больше возможностей Управлению по охране труда принуждать работодателя использовать именно их, а не СИЗ..

## СИЗ органа слуха

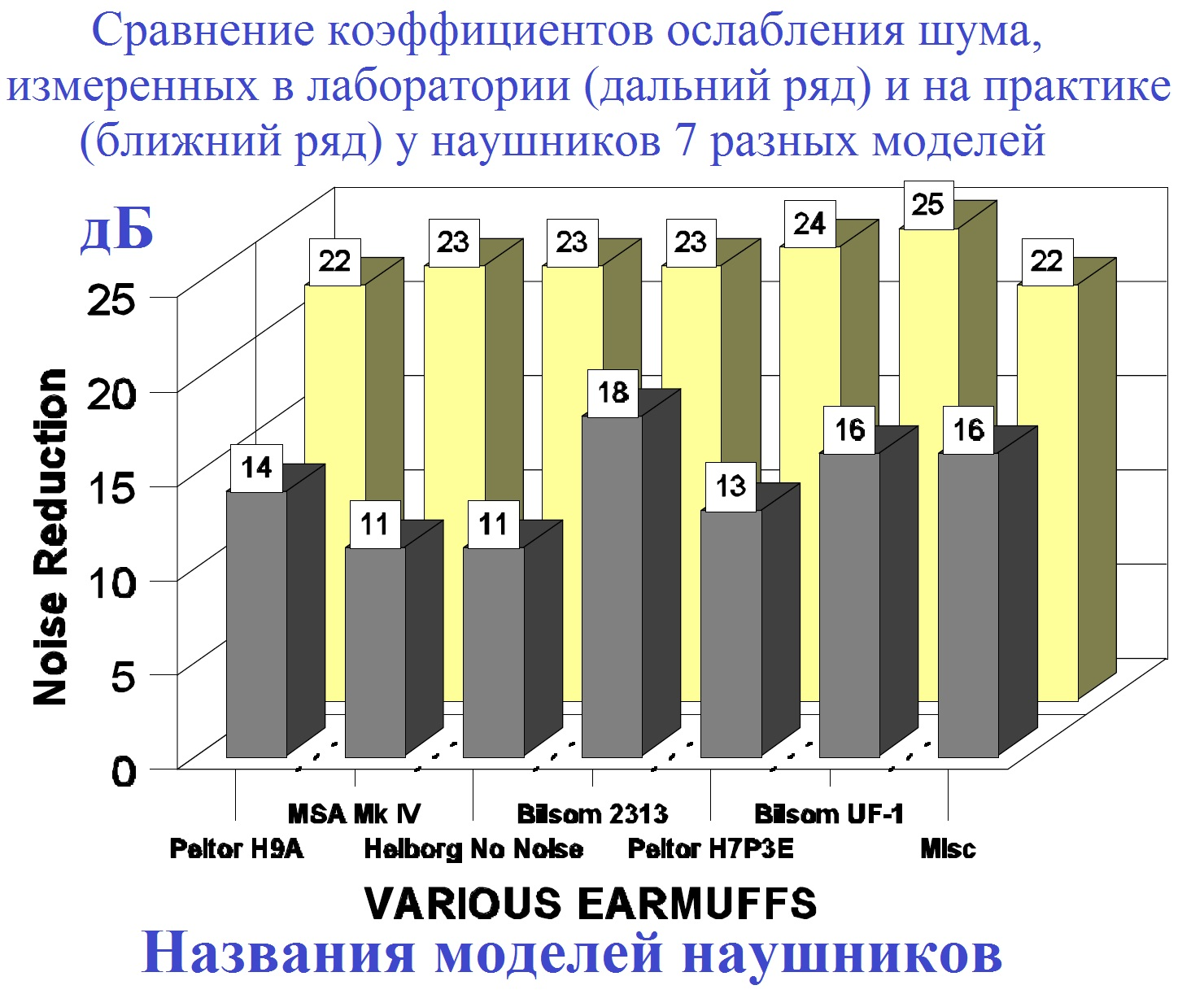
Изображение является производной работой, сделанной на основе исходного источника J.R. Franks, M.R. Stephenson and C.J. Merry. Preventing Occupational Hearing Loss — A Practical Guide. (p. No. 40) DHHS (NIOSH) Publication Number 96-110. Файл иллюстрирует низкие реальные защитные свойства наушников по сравнению с высокими защитными свойствами в лаборатории.

Если использование технических и организационных мероприятий не позволяет снизить среднесменное воздействие шума до величины, меньшей 85 дБА, требуется использование СИЗ органа слуха. Чаще всего используют наушники или вкладыши, и у них есть свои достоинства и недостатки. Обычно выбор подходящего СИЗ проводит специалист по промышленной гигиене — так, чтобы применяемые СИЗ обеспечивали требуемое ослабление шума.

### Вкладыши
Существует четыре основных типа вкладышей: предварительно изготовленные, эластичные, изготовленные на месте под конкретного рабочего индивидуально, и не полностью вставляемые.
- Предварительно изготовленные вкладыши не нужно сжимать перед тем, как вставлять в слуховой канал. Это позволяет избежать загрязнения вкладыша перед установкой.
- Эластичные вкладыши делают из разных материалов, которые должны позволить рабочему сжимать вкладыш перед установкой. Очевидный недостаток — нужно сжимать вкладыш чистыми руками, что не всегда возможно. А достоинство — то, что они принимают форму слухового канала, что не всегда можно сказать о заранее изготовленных вкладышах.
- Индивидуально изготавливаемые вкладыши делают на месте под слуховой канал и ухо конкретного рабочего, и потому они обеспечивают плотное прилегание у «своего» рабочего.
- Не полностью вставляемые вкладыши — это обычные мягкие вкладыши, которые закреплены на концах жёсткой упругой дуги, которая позволяет устанавливать их на вход в слуховой канал. Достоинство — то, что их можно легко и быстро снимать и устанавливать.

### Наушники
Главное отличие между наушниками и вкладышами — это то, что наушники не вставляются в слуховой канал. Вместо этого они образуют плотное концевое соединение с головой вокруг уха так, что не дают звуку пройти во внутреннее ухо. Наушники легко использовать, и они часто позволяют добиться более плотного прилегания, чем вкладыши. Также разработаны наушники, которые активно снижают воздействие шума. Но у людей, которые используют очки, или у которых есть бакенбарды могут возникнуть трудности при ношении, а часть людей считает их просто неудобными.

### Эффективность СИЗ
В США СИЗ органа слуха сертифицирует Агентство по охране окружающей среды (EPA). Оно делает это в соответствии со стандартом ANSI S3.19-1974, и оно требует, чтобы у всех СИЗ органа слуха была маркировка, показывающая степень ослабления шума — коэффициент ослабления шума noise reduction rating (NRR). В ЕС и РФ используется коэффициент ослабления шума SNR. Эти коэффициенты отличаются.
| Страна | Название коэффициента ослабления шума | Метод измерения ослабления | Число испытателей (при сертификации) | Доля случаев, когда ослабление шума при сертификации ниже того, который указывается для коэффициента (NRR/SNR) |
| ------ | ------------------------------------- | -------------------------- | ------------------------------------ | --- |
| США    | NRR                                   | с А или с С-коррекцией     | 10                                   | 95 % |
| ЕС     | SNR                                   | только с А-коррекцией      | 16                                   | 84 % |

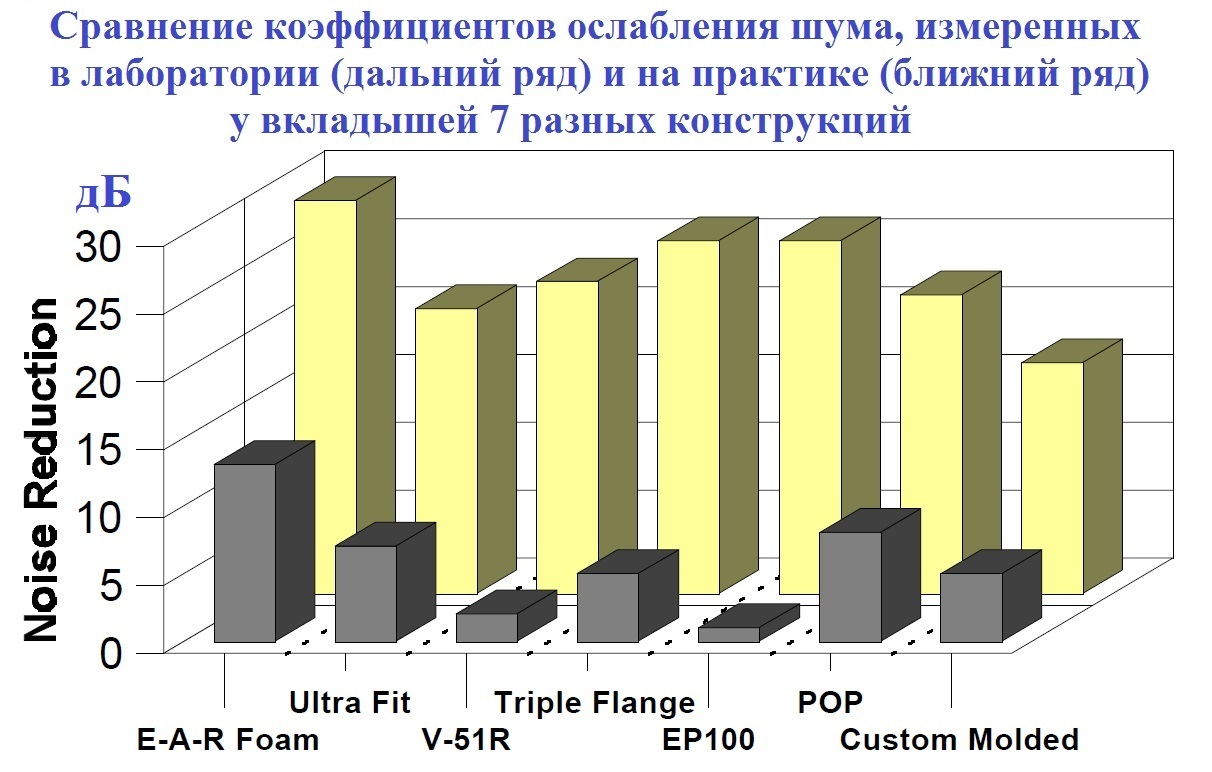
Диаграмма показывает низкую эффективность противошумных вкладышей при их использовании на практике — по сравнению с лабораторной эффективностью. Приводятся сведения о вкладышах семи различных конструкций.

Значения степени ослабления шума, измеренные в лаборатории, сильно зависят от индивидуальных особенностей людей (форма и размеры слухового канала и т. п.), и от того, насколько хорошо вставляются вкладыши/одеваются наушники. Поэтому после измерений у группы испытателей получаются разнообразные коэффициенты ослабления. Чтобы на основе этих разных значений оценить эффективность испытанного СИЗ одним числом, предполагают, что результаты соответствуют логарифмически-нормальному, и берут нижний 95 % доверительный предел (в США) и нижний 84 % предел (в ЕС).
Конкретный пример: у вкладышей Laser lite (Sperian) после сертификации в США получился NRR=32 Дб, а SNR=35 Дб. Также измерение NRR может проводиться с С-коррекцией, или с А-коррекцией, а измерение SNR проводится только с А-коррекцией. Видно, что из-за отличий в требованиях стандартов по сертификации доля случаев, когда ослабление шума меньше указанного в коэффициенте, американские требования жёстче европейских. Но на практике, не в лаборатории, реальное ослабление шума может быть значительно меньше указанного изготовителем.
Уже в середине прошлого века практика показала, что измеренные в лаборатории степени ослабления шума заметно выше тех, которые получаются при реальном использовании. Так как в США измерение NRR часто проводят с С-коррекцией, то для получения степени ослабления шума с А-коррекцией Управление рекомендует вычитать из NRR 7 Дб. Затем Управление рекомендует разделить результат (вычитания) пополам для грубого учёта отличий реальной эффективности от лабораторной.
В НИИ Медицины труда считают, что эффективность СИЗ органов слуха ниже лабораторной, по крайней мере, в 2 раза (на 10-15 дБ и более).
Исследования специалистов Национального института охраны труда (NIOSH) показали, что при практическом использовании вкладышей их эффективность значительно ниже, чем в лаборатории. Были изучены вкладыши семи различных конструкций (см. диаграмму справа).
Разрабатывается новый стандарт с требованиями к сертификации СИЗ органа слуха, который должен устранить недостатки имеющегося (неучёт отличия реальной эффективности от лабораторной при сертификации, неучёт эффективности средств защиты, использующих активное подавление шума и др.).

### Проверка соответствия СИЗ рабочим

Замер степени ослабления шума, при использовании конкретной модели вкладыша конкретным работником

Ослабление шума зависит не только от СИЗ и от его коэффициента ослабления, но и от индивидуальных особенностей рабочего и от его навыков правильно вставлять вкладыши / одевать наушники. Поэтому для проверки того, какое ослабление шума получается при носке СИЗ конкретным рабочим, разработаны и используются специальные приборы (например, INTEGRAfit, VeriPro, EARfit, Fit Check, QuietDos и QuickFit). Они могут использовать миниатюрный микрофон, устанавливаемый в слуховой канал глубже СИЗ, и измеряющий реальное ослабление шума на разных частотах. Длительность всех замеров может составить несколько минут. Это позволяет объективно оценить — насколько СИЗ подходит конкретным рабочим с учётом их умения правильно вставлять вкладыши / одевать наушники.
Разработано новое простое и недорогое устройство QuickFit.
Исследование показало, что выдача СИЗОС работникам без проверки может привести к тому, что у значительной части их эффективность будет близка к нулю.

## Выбор СИЗ органа слуха
1. Своевременность применения
Если СИЗ органа слуха технически очень эффективно, но не будет использоваться на практике, это не поможет защитить рабочих от воздействия шума. Специалисты рекомендуют учитывать мнение рабочих, и при выборе СИЗОС для конкретного рабочего давать ему возможность подобрать наиболее удобный из нескольких разных. При этом нужно чтобы предлагались достаточно (технически) эффективные СИЗОС. Если сотрудник носит очки, дужка очков может нарушить плотное прилегание наушников к голове. При работе в загрязнённых условиях, и необходимости периодически прерывать использование СИЗОС, вкладыши будет трудно использовать - повторное вставление в ухо после сжатия грязными руками приведёт к попаданию грязи в ушной канал, что вызовет раздражение. При применении вкладышей - нет двух людей с одинаковыми ушными каналами, и даже у одного человека они разные у правого и левого уха. Желательно использовать только подходящие вкладыши, которые соответствуют человеку (но у нас нет в продаже вкладышей одной модели разных размеров, чтобы подобрать подходящий размер).
2. Техническая эффективность

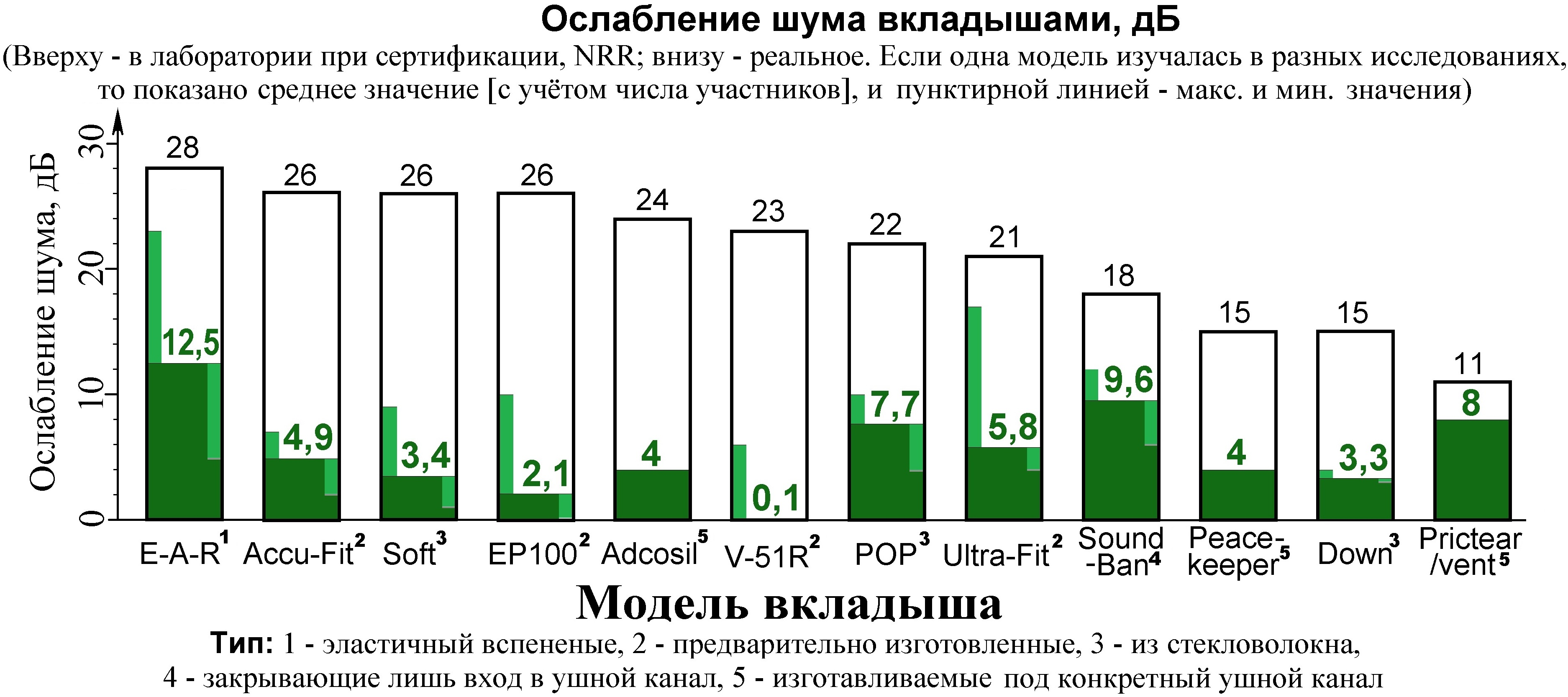
Эффективность вкладышей - реальная и лабораторная

Законодательство обязывает изготовителя наносить на упаковку СИЗОС данные о эффективности - степень ослабления шума. Но эти сведения относятся к результатам испытаний при сертификации в лаборатории, и могут не соответствовать реальной эффективности при практическом применении. Причины несоответствия: испытатели в лаборатории вставляют/одевают СИЗОС более аккуратно и неторопливо; в лаборатории меньше вероятность сползания наушников, смещения вкладышей (чем во время выполнения разной работы), и др. Проводились исследования эффективности СИЗОС прямо во время работы. Для этого, например, под наушник / за вкладыш вставляли миниатюрный микрофон, и одновременно измеряли два уровня шума - снаружи, около головы, и за СИЗОС

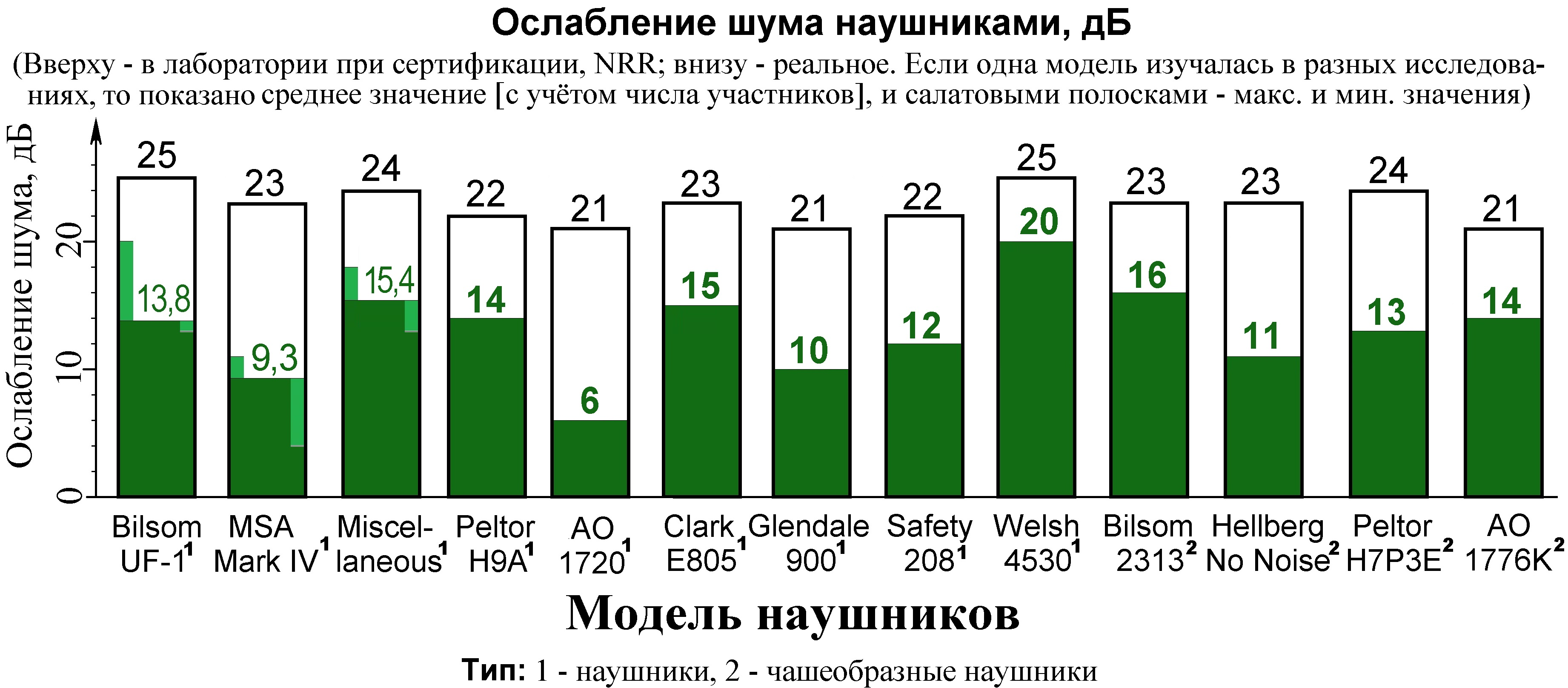
Эффективность наушников - реальная и лабораторная

Проанализировав результаты 19 исследований, в которых участвовало более 1030 человек, специалисты Национального института охраны труда пришли к выводу, что для учёта значительно меньшей эффективности на практике по сравнению с лабораторными условиями, можно поступать так:
- У наушников снижать эффективность на 25%.
- У эластичных вкладышей, которые сжимаются перед вставлением в ухо, и после сжатия медленно восстанавливают свой прежний размер (так, что можно успеть вставить их до того, как они «распухнут» - на всю глубину) - снижать в 2 раза.
- У всех остальных СИЗОС (вкладыши на дужке, закрывающие только вход в ухо; жёсткие вкладыши; эластичные вкладыши, быстро приобретающие исходную форму после сжатия, и др.) - снижать эффективность на 70% (~ в 3 раза).

Значения эффективности, полученные такими способами - средние, для предварительной оценки эффективности при начальном выборе СИЗОС; они могут отличаться от реальных значений из-за отличий у конкретной модели; и из-за неодинаковых навыков одевания у разных рабочих. Так как в США используется коэффициент ослабления шума NRR, который несколько меньше европейского и российского SNR - эти рекомендации можно использовать и в РФ, несколько снизив результат для учёта отличий SNR и NRR. Если есть доступ к интернет, можно использовать бесплатную программу онлайн для грубой проверки способности конкретного рабочего правильно вставлять конкретную модель вкладышей (ссылка на программу есть в описании прибора QuickFit), так как из всех СИЗОС у вкладышей самая нестабильная эффективность, сильно зависящая от правильного вставления.
В Европейском Союзе разработан документ - стандарт, определяющий порядок выбора СМЗ органа слуха работодателем для известного уровня шума на рабочем месте. Этот документ содержит подробные указания, позволяющие учесть конкретную эффективность ослабления шума (при наличии данных об уровне шума на низких, средних и высоких частотах) конкретной моделью СИЗ органа слуха, то есть - её техническую эффективность (без учёта навыков рабочего по применению). К сожалению, документ не позволяет как-то хотя бы приближённо определить, насколько сильно эта вычисленная эффективность может снизиться на практике для конкретного вида СИЗ. В этом отношении рекомендации американских специалистов (см. выше) - выглядят более практичными и выполнимыми.

## Аудиометрия

Аудиограммы, получаемые при постепенном ухудшении слуха, вызванном воздействием шума (с. 177)

Важное место в программе сохранения слуха занимает аудиометрия. Она позволяет выявить тех сотрудников, у которых произошло значительное ухудшение слуха, и тех, у кого это ухудшение находится на начальной стадии. Аудиометрия особенно важна для выявления тех, у кого изменился порог восприятия звука (NIPTS). Начальное ухудшение происходит преимущественно на высоких частотах, и потому не проявляется в повседневной жизни, оставаясь не замеченным.
Кроме того, у разных людей разная «индивидуальная живучесть» при одинаковом вредном воздействии, и в сочетании с нестабильной и непредсказуемой эффективностью СИЗ только своевременное проведение первоначального и периодических медосмотров, включая аудиометрию, позволяет надёжно предотвращать развитие тугоухости у всех рабочих.

## Обучение и тренировки рабочих
Для предотвращения ухудшения слуха важно тренировать и учить тех сотрудников, которые подвергаются чрезмерному воздействию шума. Если рабочие правильно научились тому, как выполнять программу сохранения слуха, то риск ухудшения слуха меньше. Управление требует проводить тренировки и обучение ежегодно. Это важно потому, что «даже небольшой инструктаж может значительно улучшить сохранение слуха»..

## Ведение документации
Управление требует, чтобы работодатель регистрировал измерение воздействия шума и результаты проверок слуха. Такие записи должны содержать следующую информацию: ФИО и специальность/должность рабочего; дата проведение аудиометрии; ФИО проверявшего; дата калибровки прибора; результаты измерения воздействия на этого рабочего — наиболее поздние; и фоновый уровень шума в помещении, где проводилась аудиометрия.
Записи о воздействии шума должны храниться не менее двух лет, а записи о результатах проверки слуха — столько, сколько сотрудник проработает на предприятии. Эти записи должны быть доступны для рабочих, для работавших ранее, для их представителей и для государственных инспекторов.

## Оценка эффективности программы

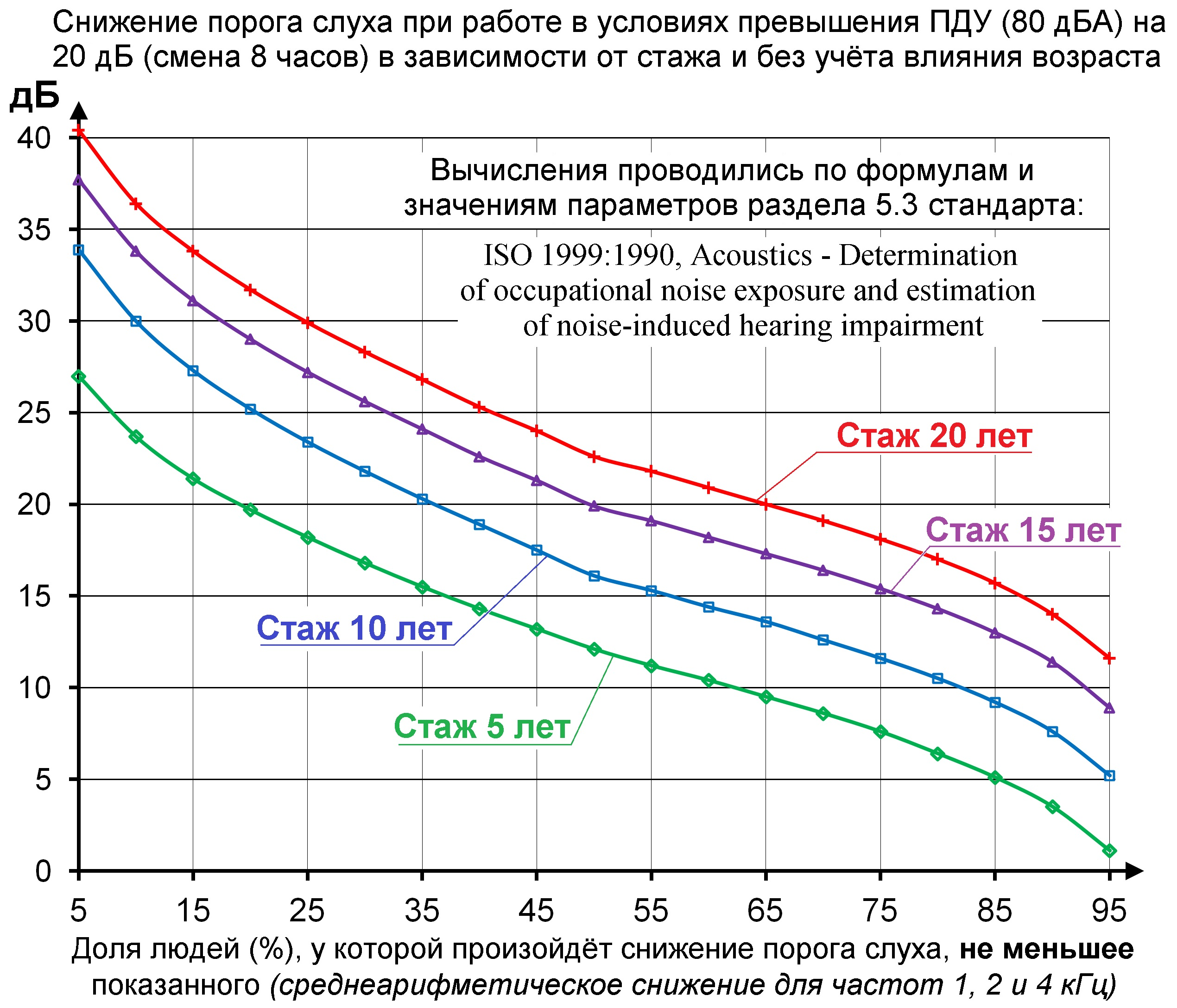
Показано снижение порога слуха, которое может произойти при работе в условиях превышения ПДУ (80 дБА) на 20 дБ в течение 5, 10, 15 и 20 лет - без учёта влияния возрастного ухудшения слуха и использования СИЗ. Отличия в "индивидуальной живучести" приводят к тому, что у части людей снижение очень значительное, а у части - небольшое (при стаже 10 лет у ~5% рабочих снижение меньше 11 дБ, а у 5% - больше 33 дБ). Поэтому для предотвращения ухудшения здоровья у всех рабочих должны проводиться медосмотры с аудиометрией.

Правильная оценка эффективности программы сохранения слуха имеет большое значение для защиты рабочих. Национальный институт охраны труда (NIOSH) разработал перечень вопросов, ответы на которые помогут определить эффективность программы сохранения слуха. Эти вопросы есть на сайте института.. Институт рекомендует, чтобы менее чем у 5 % рабочих было смещение порога восприятия звука 15 Дб для одного и того же уха и одной и той же частоты звука.
Институт считает более важным выполнение программы предотвращения ухудшения слуха, а не программы сохранения слуха. Отличие названий может выглядеть незначительным, но оно имеется, и даёт преимущества. Предотвращение подразумевает воздействие на условия труда при появлении первых признаков ухудшения слуха, а не разработку новой политики (например — «Покупайте малошумное») или изменение подготовки рабочих за счёт обучения и тренировки.
Политика «Покупайте малошумное» — лёгкий способ улучшить условия труда. Сейчас разработано много нового малошумного оборудования и инструментов, которые аналогичны более шумному старому. Закупка такого оборудования обычно не требует изменения технологии и режима работы. Участвуя в кампании «Покупайте малошумное», Управление по охране окружающей среды Нью-Йорка разработало список продукции поставщиков (малошумного оборудования и инструмента), чтобы помочь снабженцам выполнить требования охраны труда.
Чтобы успешно сохранять слух сотрудников, и рабочие, и администрация должны разбираться в вопросах профилактики ухудшения слуха при воздействии шума. Также нужно изучить источники шума до того, как может потребоваться снижение уровня шума для предотвращения возможного ухудшения слуха. Национальный институт охраны труда провёл исследование и разработал базу данных для ручного электроинструмента Power Tools Database (англ.), которая поможет контролировать уровень шума и предотвратить ухудшение слуха у рабочих.

## Новые рекомендации Института охраны труда

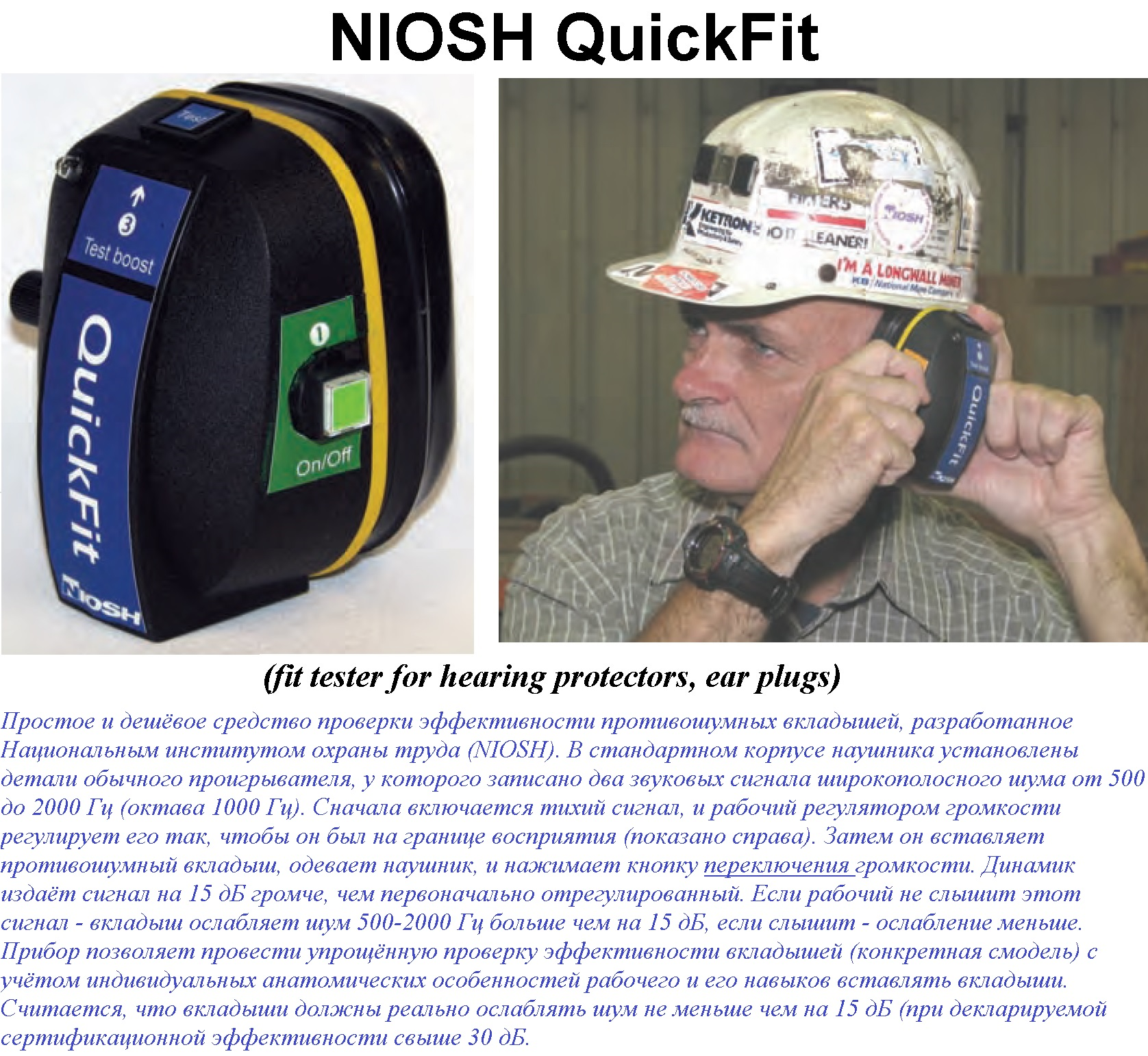

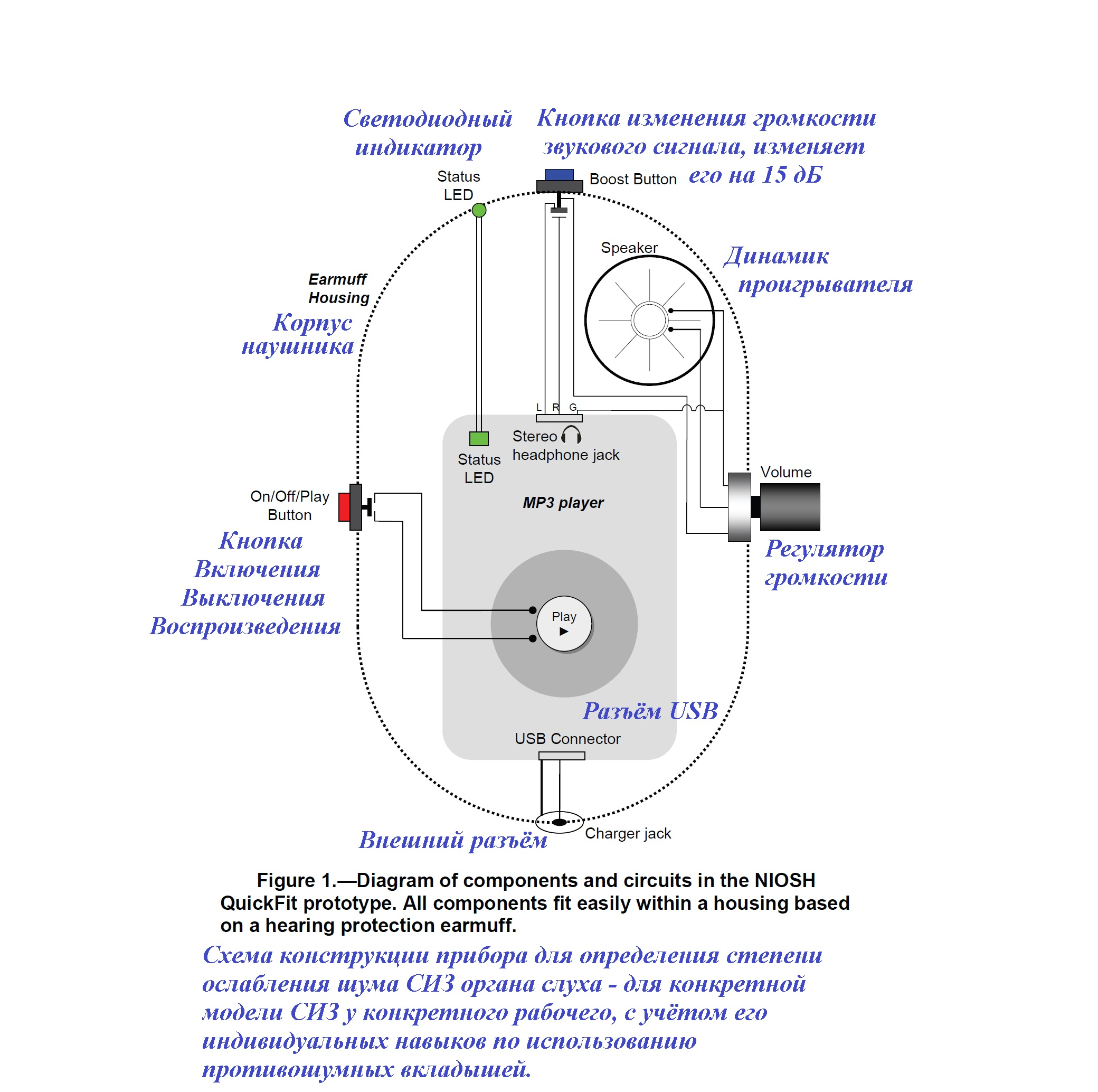

Стандарт по охране труда при работе в условиях чрезмерно сильного шума 29 CFR 1910.95 был разработан OSHA в первоначальной редакции в 1972г - на основе соответствующих рекомендаций Национального института охраны труда (NIOSH). Позднее, проанализировав полученную научную информацию (как американскую, так и зарубежную), и повторно углублённо проанализировав те сведения, которые использовались для подготовки первых рекомендаций (для стандарта 1972г), институт разработал более обоснованные и строгие рекомендации. Конкретно, институт рекомендовал уменьшить предельно-допустимый уровень шума с 90 до 85 дБА (и считать удвоение дозы шумового воздействия при увеличении уровня звукового давления на 3 дБ, а не на 5 дБ); изменить критерии для оцени того, какое ухудшение слуха следует считать значительным (так, что выявление ухудшения слуха становится более точным и чувствительным); рекомендовал проводить первую проверку состояния слуха у работающих в условиях шума свыше 100 дБ через полгода максимум, и повторять их 2 раза в год (т.к. у людей с повышенной индивидуальной чувствительностью может произойти значительное ухудшение слуха за считанные месяцы); прекратить корректировать результаты измерения состояния чувствительности органа слуха на естественное возрастное ухудшение; при выборе средств индивидуальной защиты органа слуха подбирать их для рабочего индивидуально и проверять прибором реальное ослабление шума (с учётом индивидуальных особенностей рабочего, его навыков одевать наушники или вставлять вкладыши, и реального ослабления шума - технически достигаемого - конкретной модели СИЗ органа слуха); и считать, что эффективность наушников, которая может быть достигнута на практике, на 25% ниже лабораторной сертификационной, эластичных вкладышей (которые медленно восстанавливают форму после сжатия) - на 50% ниже лабораторной, а всех остальных типов СИЗ органа слуха - на 70% ниже лабораторной (наносимой сейчас на упаковку по результатам сертификационных испытаний).
Указанные рекомендации сближают требования к американским работодателям с санитарными требованиями, устанавливающими предельно-допустимый уровень шума в СССР и РФ 80 дБА (и считающими, что удвоение дозы воздействия шума происходит при увеличении уровня звукового давления на 3 дБ); и с международным стандартом ISO 1999, где нулевому риску ухудшения слуха соответствует уровень шума 80 дБА.

## Внешние источники
- Occupational Health & Safety Administration
- National Hearing Conservation Association
- NIOSH Power Tools Database
- NIOSH Hearing Protector Compendium
- New York City Contractor Vendor List Guidelines Архивная копия от 2 июня 2010 на Wayback Machine